# Michael Stamm
Pour les articles homonymes, voir Stamm.
Michael Eugene Stamm, né le 6 août 1952 à San Pedro (Los Angeles), est un nageur américain.
En 1972, aux Jeux olympiques de Munich, il est médaillé d'or lors du relais 4 × 100 m quatre nages, dont les Américains ont amélioré le record du monde et a également décroché la médaille d'argent du 100 m et du 200 m dos. À l'époque, il était en concurrence avec le nageur est-allemand Roland Matthes, réussissant à battre le record du monde du 200 m dos en 1970, même si Matthes l'a récupéré trois semaines plus tard.

## Palmarès

### Jeux olympiques
- médaille d'or au relais 4 × 100 m quatre nages aux Jeux olympiques de Munich en 1972
- médaille d'argent au 100 m dos aux Jeux olympiques de Munich en 1972
- médaille d'argent au 200 m dos aux Jeux olympiques de Munich en 1972

### Championnats du monde
- médaille d'or au relais 4 × 100 m quatre nages à Belgrade en 1973
- médaille d'argent au 100 m dos à Belgrade en 1973